# Musikinstrument
Et musikinstrument er et objekt, der bruges af en musiker til at frembringe musik med. Selvom der findes eksempler på, at alt fra damplokomotiver til brændestykker er blevet brugt som musikinstrumenter, opfatter man normalt et musikinstrument som værende skabt specifikt med det formål at skabe musik.
Et musikinstrument kan bruges til akkompagnement af andre musikinstrumenter eller vokalister, eller det kan bruges solo. 
Man bruger som grundregel bestemte typer instrumenter til forskellige genrer, men det hænder dog, at der f.eks. bruges klassiske instrumenter i pop/rock sammenhænge og andre krydsninger.

## Vokal
Lyd der fremkaldes ved at stemmelæberne sættes i svingninger af luft fra lungerne.

### Sang
Stemmefunktion som modsat tale frembringer en lyd som det menneskelige øre kan aflæse som en specifik tonehøjde. Der findes betegnelser, som inddeler sangere efter køn og hvilket stemmeleje de er i stand til at synge i. De mest kendte betegnelser er sopran, alt, tenor og bas.

### Tale
Den stemmefunktion som modsat sang frembringer en lyd som det menneskelige øre ikke aflæser som en specifik tonehøjde. Der findes forskellige anvendelser af tale i en musikalsk kontekst. Fælles for dem er, at man anvender rytmiske fraseringer og metoder endnu mere intensivt end normalt i sang. Af eksempler på tale anvendt i en musikalsk kontekst kan nævnes:
- Rap
- Talekor

## Blæseinstrumenter

### Messingblæsere
- Basun (også kaldet trækbasun eller trombone)
- Euphonium
- Horn (musikinstrument)
- Jagthorn
- Kornet
- Lur (musikinstrument)
- Trompet
- Tuba, i særudgave til marchorkester: sousafon
- Valdhorn

### Træblæsere
- Blokfløjte
- Didgeridoo
- Engelskhorn
- Fagot
- Fløjte
- Ney
- Klarinet
- Obo
- Ocarina
- Piri
- Saxofon
- Skalmeje
- Suona
- Sækkepibe
- Tværfløjte

## Strengeinstrumenter
- Balalajka
- Banjo
- Biwa
- Bouzouki
- Citar
- Drejelire
- El-bas
- El-guitar
- Ghanoon
- Guitar
- Harpe
- Kora
- Langeleik
- Lut
- Lyre
- Mandolin
- Moodswinger
- Sitar
- Timple
- 'ud
- Ukulele
- Cuatro
- Ruan
- Tar
- Vihuela

### Strygeinstrumenter
Undergruppe af strengeinstrumenter hvor lydgiveren er en bue som stryger hen over strengene, der derved sættes i svingninger.
- Violin
- Bratsch eller Viola
- Cello eller Violoncel
- Kontrabas
- Gambe
- Kamanche
- Gheychak

## Tangentinstrumenter/tasteinstrumenter
- Flygel
- Hammerklaver
- Klaver
- Cembalo
- Klavichord / Clavichord
- Spinet
- Virginal / Muselar / Ottavino
- Clavicyterium
- Kirkeorgel
- Elorgel
- Clavinet
- Keyboard (instrument)
- Synthesizer
- Elklaver
- Harmonium også kaldet Trædeorgel

## Tungeinstrumenter
- Akkordeon
- Bandoneon
- Harmonika
- Mundharmonika (Mundharpe)
- Melodika

## Slagtøj

### Stemt
- Gong tilsvarer tam
- Klokkespil
- Metallofon
- Marimba
- Pauke
- Santoor
- Steeldrums
- Vibrafon
- Xylofon

### Ustemt
- Bækken
- Hihat
- Lilletromme
- Stortromme
- Tam tilsvarer Gong
- Tom (Tom-Tom)
- Tromme
- Trommesæt

## Percussion
- Agogo
- Bata
- Berimbau
- Bodhrán
- Bongo
- Cajon
- Caixa
- Caxixi
- Cabassa
- Chimes
- Claves
- Congas
- Cuica
- Daburka
- Daf
- Djembe
- Flexatone
- Ganza
- Guiro
- Kalimba
- Kambala
- Kastagnetter
- Koklokke
- Maracas
- Pandeiro
- Rainstick
- Reco-Reco
- Repinique
- Shaker
- Shekere
- Surdo
- Tablas
- Tamborim
- Tamburin
- Tempelblok
- Timbales
- Tonbak
- Triangel
- Udu
- Vibraslap
- Woodblock
- Æg

## Digitale instrumenter
- Sampler
- Laptop
- Dj

## Diverse
- Glasharmonika
- Hardangerfele
- Jødeharpe
- Panfløjte